# Chérac
Chérac is een gemeente in het Franse departement Charente-Maritime (regio Nouvelle-Aquitaine). De plaats maakt deel uit van het arrondissement Saintes. Chérac telde op 1 januari 2022 1.135 inwoners.

## Geografie
De oppervlakte van Chérac bedroeg op 1 januari 2022 29,88 vierkante kilometer; de bevolkingsdichtheid was toen 38 inwoners per km².
De onderstaande kaart toont de ligging van Chérac met de belangrijkste infrastructuur en aangrenzende gemeenten.

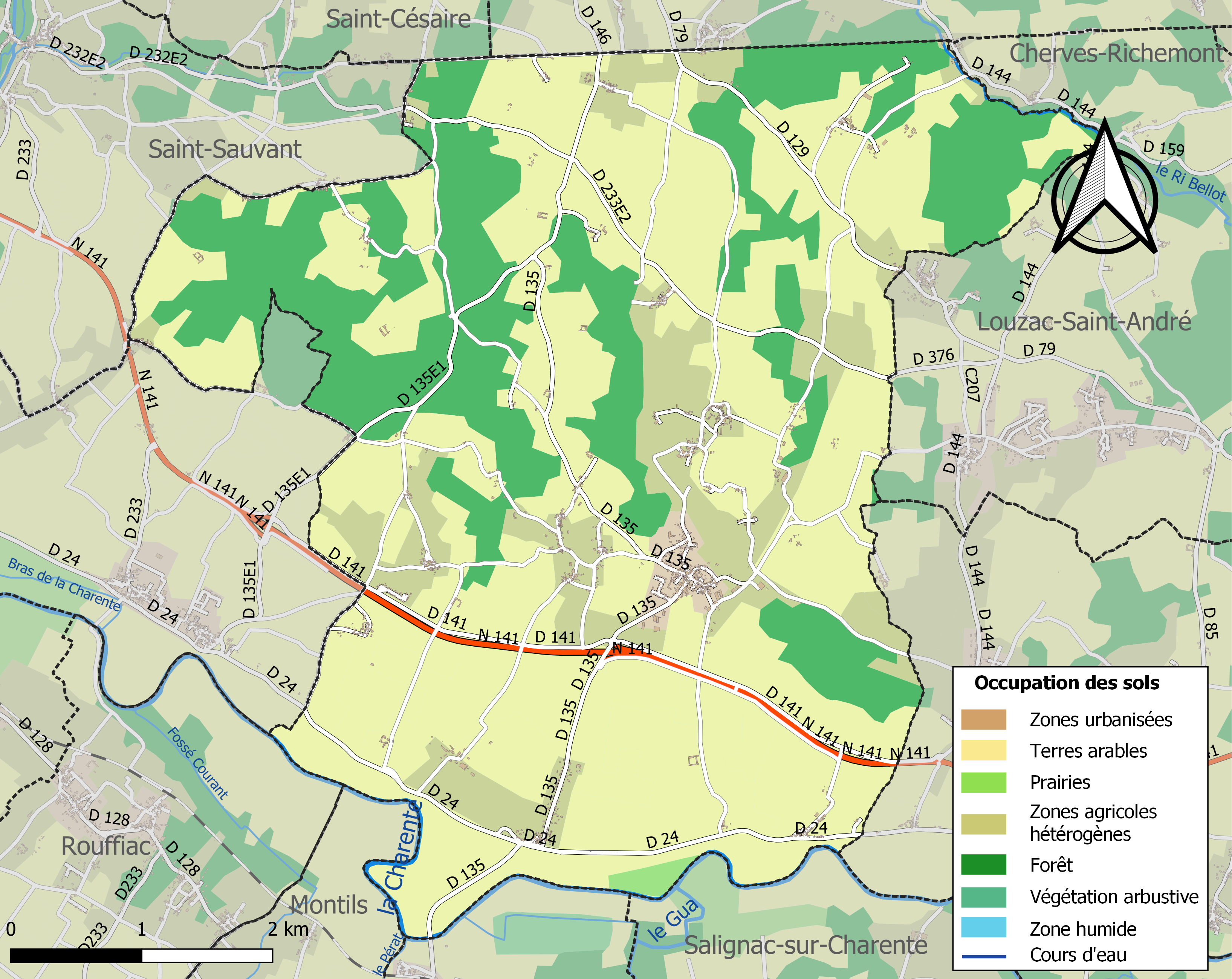

## Demografie
Onderstaande figuur toont het verloop van het inwonertal (bron: INSEE-tellingen).